# Palácio Kazimierzowski

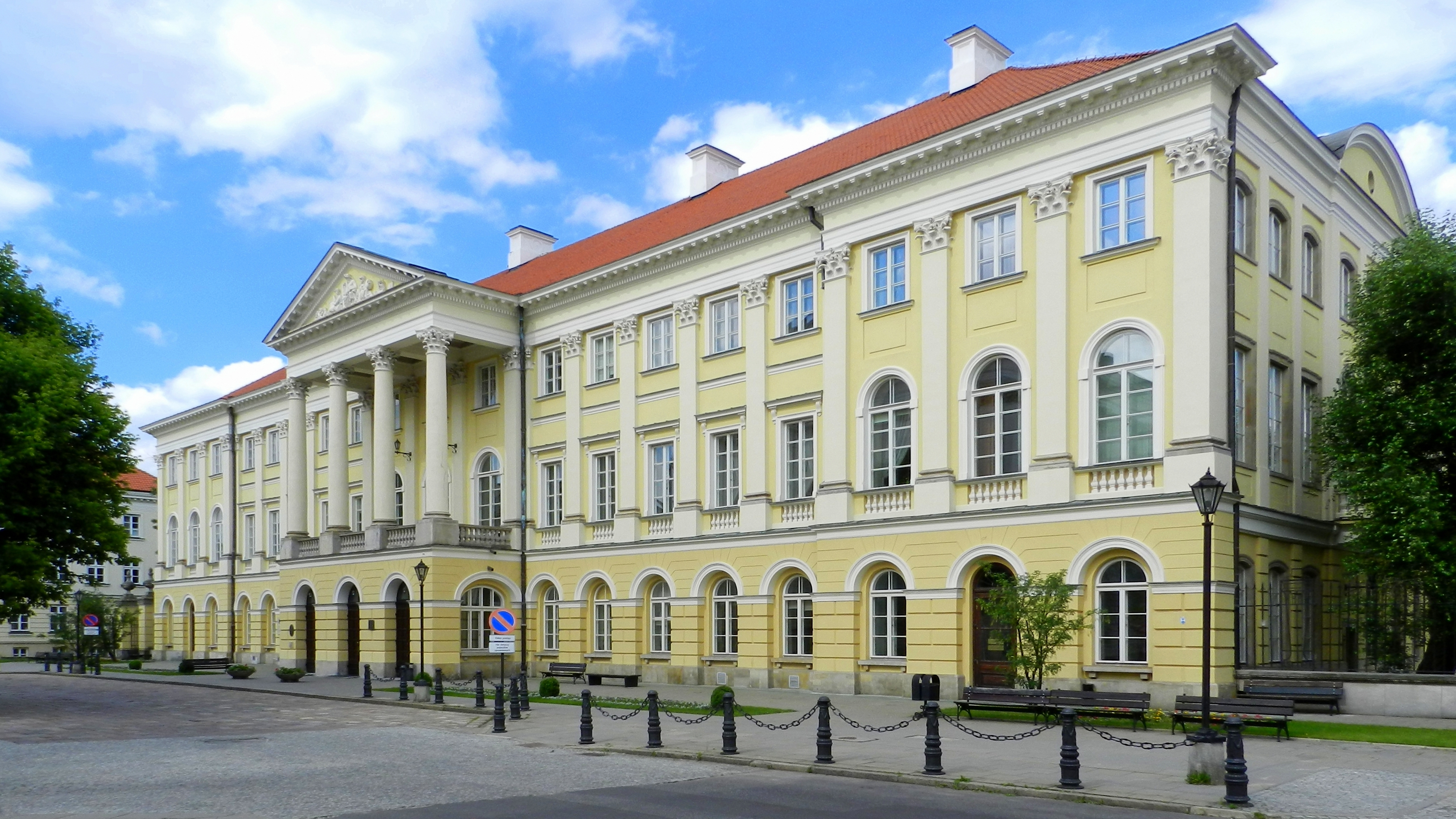
Palácio Kazimierzowski

O Palácio Kazimierzowski ou Palácio Kazimierz (polonês: Pałac Kazimierzowski) é um edifício em Varsóvia, Polônia, adjacente ao Royal Route, na Krakowskie Przedmieście 26/28. 
Originalmente construído em 1637-41, foi reconstruído em 1660 pelo rei João II Casimir (polonês: Jan II Kazimierz Waza), de quem ele recebeu seu nome) e novamente em 1765-68, por Domenico Merlini, para o Corpo de Cadetes fundado pelo rei Stanisław August Poniatowski.